# SAR21
SAR21（Singapore Assault Rifle - 21st Century）は、シンガポールが開発した新世代アサルトライフルである。

## 概要

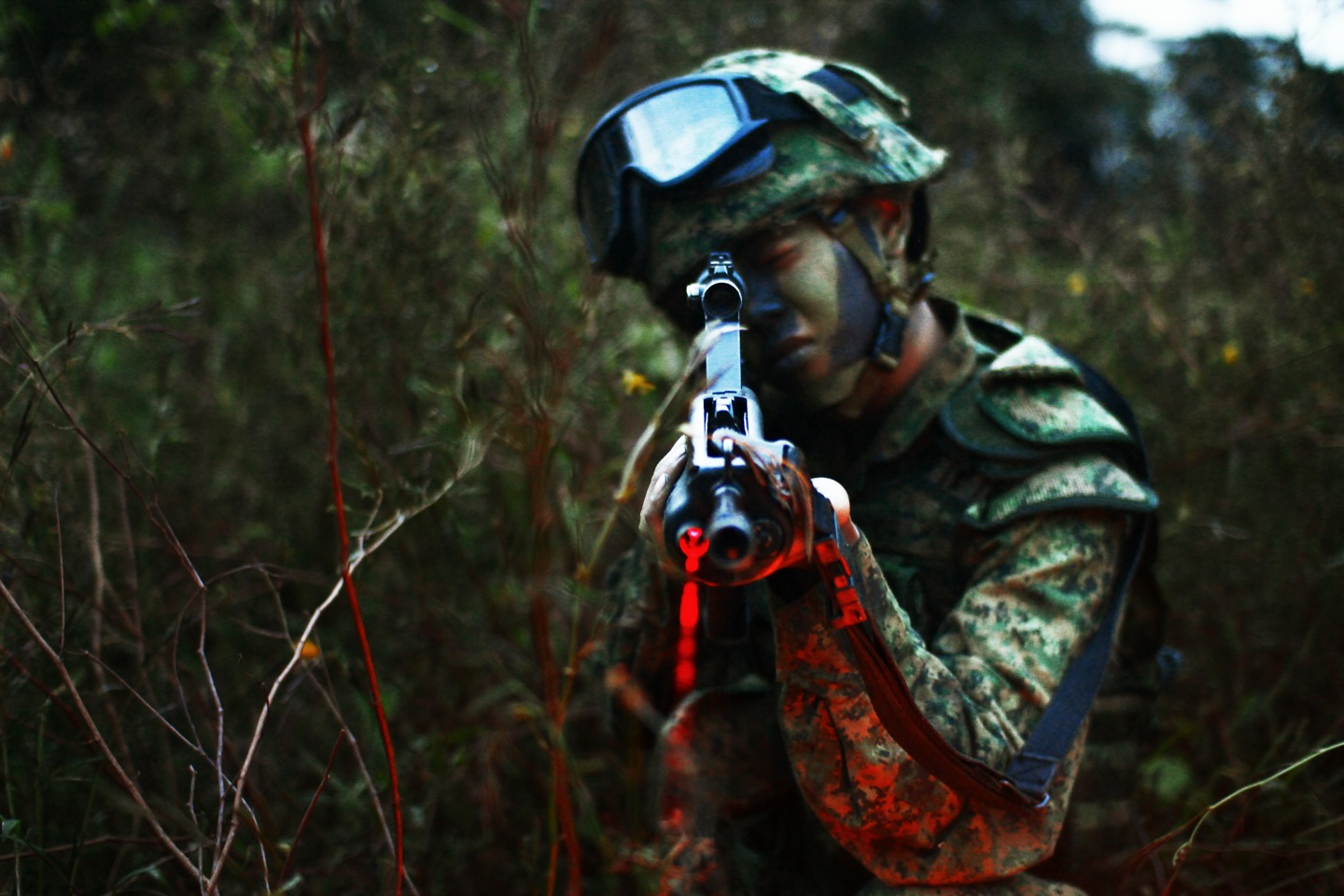
SAR21を手にするシンガポール軍の兵士

1999年にシンガポールの兵器開発メーカーである、シンガポール・テクノロジーズ・エンジニアリング（STエンジニアリング）社の陸戦・歩兵向け兵器開発を専門とするSTキネティックス部門で開発･完成されたブルパップ方式のアサルトライフルである。
シンガポール軍を中心に配備され、各国に輸出されている。

## 特徴
SAR21の全体的なデザインからは、先に開発され成功を収めたステアーAUGの影響が窺える。
外観はAUGに似たポリマー製のストックを装備するが、作動メカニズムはSR-88とほぼ同型のガス圧利用式のロングストロークピストンで、ガス・シリンダーは銃身上方に設定されている。機関部がストックに内蔵されているブルパップ方式のアサルトライフルである。ロッキングシステムはターンボルトが組み込まれており、ボルトが回転し銃身とロックする。比較的少ない回転角で銃身とのロッキングや開放が行えるよう、ボルト先端には3個のロッキング・ラグが装備されている。
ストックやマガジンは強化プラスチック製で、ハンマー、シアなどの多くの内部部品も強化プラスチックで作られている。そのため、金属プレスでは難しい人間工学を用いた滑らかな曲線のボディを持ち、軽量化にも一役買っている。また、ストックの左側面部の兵士が顔を当てる部分には、チャンバーの破裂事故が起きた際、できる限り被害を抑えるため、防弾繊維（ケブラー材）が貼られている。
標準型のSAR21スタンダード・タイプの銃身上部には、倍率1.5倍の固定式光学スコープが装備されている。オプションとして、3倍のスコープを装備するものも供給されている。固定式スコープはキャリング・ハンドルとしても使用できるように設計されているほか、万が一スコープが破損した場合でも、上面の突起を緊急用サイトとして使用できる。
また、夜間戦闘にも利用できるレーザーサイトが、ストックのハンドガード先端内部に組み込まれた製品も製造されている。他にも、様々な照準器をオプションとして搭載するため、初めから固定式スコープを装備せず、代わりにピカティニー・レールを装備したバージョンも存在する。
銃身下にはM203 グレネードランチャーを取り付けることもできる。
口径は5.56x45mmで、アメリカ軍の旧制式弾薬であるM193弾とNATOも採用するSS109弾の2つのオプションがある。M193を使用する銃身は、12インチ1回転のピッチを持つライフリングが施されており、SS109用は7インチ1回転である。

## 配備先
- シンガポール
  - シンガポール軍[1]
  - シンガポール軍特殊部隊
  - シンガポール警察の特殊部隊
- バングラデシュ
  - バングラデシュ軍特殊部隊
- ブルネイ
  - ブルネイ王国軍
- インドネシア
  - 陸軍戦略予備軍特殊部隊
  - インドネシア共和国空軍特殊部隊
  - インドネシア共和国海軍特殊部隊
- モロッコ
  - モロッコ王国軍
- パプアニューギニア
  - 警察で試験的に使用
- ペルー
  - ペルー軍（一部の兵士と一部の特殊部隊のみ）